# Peter C. Doherty
Peter Charles Doherty (* 15. října 1940 Brisbane) je australský imunolog a veterinární lékař. Spolu s Rolfem M. Zinkernagelem je nositelem Nobelovy ceny za fyziologii a lékařství za rok 1996. Byl také jmenován Australanem roku 1997. Svůj výzkum v oblasti imunologie prováděl na Australské národní univerzitě v Canbeře. Doherty a Zinkernagel dostali Nobelovu cenu za to, že se jim podařilo zjistit, jak T-lymfocyty v kombinaci s hlavním histokompatibilním komplexem rozpoznávají své cílové antigeny.